# Кубок Европы по лёгкой атлетике в помещении 2004
2-й Кубок Европы по лёгкой атлетике в помещении прошёл 14 февраля 2004 года в Лейпциге на «Арене Лейпциг». Второй раз подряд в этом немецком городе участники боролись за командную победу среди мужчин и женщин.
Состав участвующих сборных был сформирован по итогам летнего Кубка Европы 2003 года. Приглашение получили первые шесть команд Суперлиги среди мужчин и женщин, а также по две лучшие страны из Первой лиги.
Соревнования прошли в один день, всего было проведено 9 мужских и 10 женских дисциплин. Женская сборная России выиграла шесть видов и ещё в двух заняла второе место, одержав уверенную победу в командном зачёте. В ходе турнира было установлено четыре национальных рекорда.

## Командное первенство
| Место | Команда        | Очки |
| ----- | -------------- | ---- |
| 1     | Франция        | 50   |
| 2     | Россия         | 48   |
| 3     | Германия       | 46   |
| 4     | Италия         | 45   |
| 5     | Нидерланды     | 43   |
| 6     | Великобритания | 35   |
| 7     | Польша         | 35   |
| 8     | Швеция         | 29   |

| Место | Команда        | Очки |
| ----- | -------------- | ---- |
| 1     | Россия         | 71   |
| 2     | Германия       | 65   |
| 3     | Украина        | 47,5 |
| 4     | Польша         | 43   |
| 5     | Испания        | 40,5 |
| 6     | Великобритания | 36   |
| 7     | Греция         | 34   |
| 8     | Франция        | 29   |

## Сильнейшие в отдельных видах
Сокращения: WR — мировой рекорд | ER — рекорд Европы | NR — национальный рекорд | CR — рекорд соревнований

### Мужчины
| Дисциплина                 | 1-е место                                                                    | 1-е место     | 2-е место                                                             | 2-е место | 3-е место                                                                   | 3-е место |
| -------------------------- | ---------------------------------------------------------------------------- | ------------- | --------------------------------------------------------------------- | --------- | --------------------------------------------------------------------------- | --------- |
| 60 м                       | Джейсон Гарденер Великобритания                                              | 6,51 CR       | Симоне Коллио Италия                                                  | 6,63      | Лукаш Хыла Польша                                                           | 6,65      |
| 400 м                      | Дмитрий Форшев Россия                                                        | 46,46 CR      | Брис Панель Франция                                                   | 47,05     | Роберт Тобин Великобритания                                                 | 47,26     |
| 800 м                      | Брам Сом Нидерланды                                                          | 1.48,79       | Рене Хермс Германия                                                   | 1.49,14   | Рикард Пелль Швеция                                                         | 1.49,40   |
| 1500 м                     | Мунир Еммуни Франция                                                         | 3.49,82       | Мэтт Шон Великобритания                                               | 3.49,91   | Збигнев Грачик Польша                                                       | 3.50,31   |
| 3000 м                     | Герт-Ян Лиферс Нидерланды                                                    | 7.49,70 NR CR | Исмаил Сгир Франция                                                   | 7.51,28   | Сальваторе Винченти Италия                                                  | 7.51,89   |
| 60 м с барьерами           | Андреа Джакони Италия                                                        | 7,72          | Грегори Седок Нидерланды                                              | 7,80      | Мохаммед Силах-Фреклтон Великобритания                                      | 7,81      |
| Эстафета 800+600+400+200 м | Россия · Дмитрий Богданов · Андрей Рудницкий · Александр Усов · Олег Сергеев | 4.12,26 CR    | Нидерланды · Арнауд Оккен · Брам Сом · Гюс Хогмуд · Патрик ван Балком | 4.12,52   | Германия · Андреас Фрайман · Рувен Фаллер · Бастиан Свиллимс · Тобиас Унгер | 4.14,65   |
| Прыжок с шестом            | Бьёрн Отто Германия                                                          | 5,70 м CR     | Игорь Павлов Россия                                                   | 5,65 м    | Патрик Кристианссон Швеция                                                  | 5,55 м    |
| Тройной прыжок             | Кристиан Ульссон Швеция                                                      | 17,31 м CR    | Виктор Гущинский Россия                                               | 16,94 м   | Фабрицио Донато Италия                                                      | 16,65 м   |

### Женщины
| Дисциплина                 | 1-е место                                                                        | 1-е место      | 2-е место                                                              | 2-е место   | 3-е место                                                                          | 3-е место   |
| -------------------------- | -------------------------------------------------------------------------------- | -------------- | ---------------------------------------------------------------------- | ----------- | ---------------------------------------------------------------------------------- | ----------- |
| 60 м                       | Лариса Круглова Россия                                                           | 7,27           | Габи Рокмайер Германия                                                 | 7,29        | Евангелия Нессуди Греция                                                           | 7,31        |
| 400 м                      | Олеся Красномовец Россия                                                         | 51,31 CR       | Клаудия Маркс Германия                                                 | 52,01       | Антонина Ефремова Украина                                                          | 52,41       |
| 800 м                      | Ольга Распопова Россия                                                           | 2.00,41 CR     | Джоанн Фенн Великобритания                                             | 2.00,54     | Татьяна Петлюк Украина                                                             | 2.01,14     |
| 1500 м                     | Ирина Лищинская Украина                                                          | 4.09,82        | Юлия Косенкова Россия                                                  | 4.10,24     | Мария Мартин Франция                                                               | 4.12,87     |
| 3000 м                     | Елена Задорожная Россия                                                          | 8.53,45 CR     | Лидия Хоецкая Польша                                                   | 8.53,62     | Сабрина Моккенхаупт Германия                                                       | 9.01,00     |
| 60 м с барьерами           | Флора Рентуми Греция                                                             | 7,97 NR        | Глори Алози Испания                                                    | 7,99        | Юлиана Шпренгер Германия                                                           | 8,00        |
| Эстафета 800+600+400+200 м | Россия · Ирина Вашенцева · Наталья Хрущелёва · Мария Лисниченко · Ирина Хабарова | 4.46,14        | Германия · Катлен Фридрих · Марен Шотт · Яна Нойберт · Биргит Рокмайер | 4.47,92     | Великобритания · Ребекка Лайн · Дженнифер Медоуз · Хелен Карагунис · Джойс Мадуака | 4.52,18     |
| Прыжок в высоту            | Даниэла Рат Германия                                                             | 2,00 м CR      | Елена Слесаренко Россия                                                | 1,96 м      | Рут Бейтиа Испания                                                                 | 1,93 м      |
| Прыжок в высоту            | Даниэла Рат Германия                                                             | 2,00 м CR      | Елена Слесаренко Россия                                                | 1,96 м      | Вита Стёпина Украина                                                               | 1,93 м      |
| Прыжок в длину             | Ирина Симагина Россия                                                            | 6,72 м CR      | Софи Крауэль Германия                                                  | 6,46 м      | Консепсьон Монтанер Испания                                                        | 6,39 м      |
| Толкание ядра              | Кристина Забавская [a] Польша                                                    | 18,50 м [a] CR | Надин Кляйнерт [a] Германия                                            | 18,38 м [a] | Ирини Терзоглу [a] Греция                                                          | 17,39 м [a] |

a  9 декабря 2004 года ИААФ в своём ежемесячном информационном письме сообщила о дисквалификации российской толкательницы ядра Ирины Худорошкиной. Её допинг-проба, взятая 10 февраля 2004 года в рамках внесоревновательного тестирования, дала положительный результат на наличие запрещённых препаратов. Спортсменка была дисквалифицирована на 2 года, а её результаты после даты забора пробы в соответствии с правилами были аннулированы, в том числе первое место на Кубке Европы в помещении — 2004 в толкании ядра с результатом 18,75 м.